# Capriccio (film 1969)
Capriccio è un cortometraggio del 1969 scritto e diretto da Zoltán Huszárik.

## Produzione
Il film, un cortometraggio sperimentale di diciotto minuti, fu prodotto dalla Balázs Béla Stúdió.

## Distribuzione
In Ungheria, fu distribuito nel 1969. Il 25 luglio 2009 è stato presentato in Polonia all'ERA New Horizons Film Festival.